# Арутюнян Георгій Вагаршакович
Георгі́й Вагарша́кович Арутюня́н (вірм. Գեորգի Վաղարշակի Հարությունյան; 4 липня 1960, Батумі, Аджарська АРСР, Грузинська РСР — 20 лютого 2014, Київ, Україна) — активіст Євромайдану та ВО «Свобода». Убитий 20 лютого 2014 пострілом снайпера біля Монумента Незалежності у Києві. Один із героїв Небесної сотні. За походженням — вірменин, отримав посвідку на проживання в Україні. Герой України.

## Участь у Євромайдані
Георгій Арутюнян жив у місті Рівному. Від першого (фактичного) шлюбу є двоє повнолітніх дочок: Арутюнян Регіна Георгіївна та Арутюнян Калапсі Георгіївна. У 2009 році одружився вдруге (офіційно). У 2012 році його дружина померла в Рівному, відтак тепер його трьохлітня донька Арутюнян Ашхен Георгіївна (2010 р. н.) залишилася круглою сиротою.
За свідченням очевидців, його застрелив снайпер біля Монументу Незалежності. Куля ввійшла в ліву частину шиї і вийшла через праве плече. Тіло загиблого перенесено до Михайлівського Золотоверхого собору, згодом доставлено в Рівне каретою швидкої допомоги. На в'їзді до міста тіло Арутюняна зустріли понад 400 автомобілів рівненчан, які ескортом провели героя до центральної площі міста. Похований 23 лютого 2014 року на кладовищі «Нове» в м. Рівне. Прощальна панахида проходила в Рівненському облмуздрамтеатрі, де також, того ж дня, прощалися з ще двома загиблими з «Небесної сотні» — Валерієм Опанасюком та Олександром Храпаченком.

## Вшанування пам'яті
- Звання Герой України з удостоєнням ордена «Золота Зірка» (21 листопада 2014, посмертно) — за громадянську мужність, патріотизм, героїчне відстоювання конституційних засад демократії, прав і свобод людини, самовіддане служіння Українському народу, виявлені під час Революції гідності[6]
- Медаль «За жертовність і любов до України» (УПЦ КП, червень 2015) (посмертно)[7]